# Liste der denkmalgeschützten Objekte in Schlitters
Die Liste der denkmalgeschützten Objekte in Schlitters enthält die denkmalgeschützten, unbeweglichen Objekte der Tiroler Gemeinde Schlitters.

## Denkmäler
| Foto |                 | Denkmal                                                                          | Standort                                          | Beschreibung | Metadaten |
| ---- | --------------- | -------------------------------------------------------------------------------- | ------------------------------------------------- | --- | --- |
| ja   | Datei hochladen | Kath. Pfarrkirche hl. Martin HERIS-ID: 90367 Objekt-ID: 105052 TKK: 15004        | Schlitters 108, gegenüber Standort KG: Schlitters | Die erste Kirche wurde 1320 erwähnt. Die heutige gotische Pfarrkirche mit spitzem Südturm steht inmitten des Friedhofs. Sie wurde von 1500 bis 1505 erbaut und um 1740 durch Jakob und Kassian Singer barockisiert. Aus dieser Zeit stammt auch der barocke Hochaltar. An das Schiff schließt ein eingezogener Chor mit Fünfachtelschluss an. Die barocken Fresken im Innenraum mit Szenen aus dem Leben des hl. Martin wurden um 1740/50 von Christoph Anton Mayr geschaffen und 1892/1896 von Josef Haun im Nazarenerstil übermalt. Das Fresko des hl. Christophorus an der Choraußenwand stammt von Hans Andre von 1940. | BDA-Hist.: Q37746731 Status: § 2a Stand der BDA-Liste: 2025-06-30 Name: Kath. Pfarrkirche hl. Martin GstNr.: .52 Pfarrkirche Schlitters                 |
| ja   | Datei hochladen | Friedhof mit Kriegerdenkmal HERIS-ID: 90368 Objekt-ID: 105054 TKK: 115709, 13950 | Schlitters 108, gegenüber Standort KG: Schlitters | Der Friedhof wurde Anfang des 16. Jahrhunderts um die Kirche herum angelegt. 1983 musste die ursprüngliche Ummauerung einer Friedhofserweiterung weichen. Die Statue des Soldaten auf dem Kriegerdenkmal stammt vom Bildhauer Peter Schneider aus dem Jahr 1954/55. | BDA-Hist.: Q37746769 Status: § 2a Stand der BDA-Liste: 2025-06-30 Name: Friedhof mit Kriegerdenkmal GstNr.: 48 Friedhof Schlitters                      |
| ja   | Datei hochladen | Kapelle hl. Maria/Margreiterkapelle HERIS-ID: 90411 Objekt-ID: 105097 TKK: 14812 | Schlitters 19a, bei Standort KG: Schlitters       | Die Marienkapelle steht westlich 400 Meter oberhalb des Ortes am Berghang. Der rechteckige Bau mit Dachreiter wurde im Jahr 1856 errichtet. | BDA-Hist.: Q37746964 Status: § 2a Stand der BDA-Liste: 2025-06-30 Name: Kapelle hl. Maria/Margreiterkapelle GstNr.: .93/2 Margreiterkapelle, Schlitters |